# 追波湾
追波湾（おっぱわん）は宮城県北部にある湾。

## 概要
太平洋にのぞむリアス式海岸の湾で東側に開けている。北上川下流の追波川が流入しており、湾口は神割崎と大須崎である。湾北岸は北上町十三浜で、磯浜海岸の小入江に浜名のつく小漁村が多い。南岸には支湾である名振湾があり，湾口の八景島にあるツバキ、タブノキなどの暖地性植物群落は天然記念物となっている。湾奥南側の長面浦は潟湖で、ノリやカキの養殖が行われ、潮干狩りや海水浴場にもなっている。また、三陸復興国立公園に含まれている。
- 幅 - 約3km
- 奥行き - 約3km

## 地理
北には白浜ファミリーキャンプ場、前述の通り南には名振湾があり、湾の北岸と南岸は山地となっているが、湾奥には北上川河口があり、平地が形作られ、長面海水浴場などの砂浜となっている。湾の南部に八景島や貢尻島などの小島がある。
雄勝半島から追波湾に突出した形の走ヶ崎は陸繋島で、モミ・イヌブナ林帯として2007年度石巻市自然環境確認調査の対象となった。

### 位置
追波湾に突き出す走ヶ崎の位置。
- 走ヶ崎 - 地理院地図
- 走ヶ崎 - Google マップ